# Караданов, Мамедали Анналиевич
Маммедали Анналиевич Караданов (туркм. Mämmedaly Garadanow; род. 17 марта 1982, Небит-Даг, Красноводская область) — туркменский футболист, нападающий клуба «Энергетик». Имеет опыт выступлений за национальную сборную Туркменистана.

## Карьера
В сентябре 2013 года в составе «Балкана» стал обладателем Кубка президента АФК 2013. По итогам чемпионата Туркменистана 2013 стал серебряным призёром и лучшим бомбардиром турнира, отличился 26 раз.
В 2014 году выступал за «Шагадам». В матче 23 тура чемпионата Туркменистана оформил гекса-трик в ворота «Багтыярлык-Лебап», матч окончился со счётом 10:0. В чемпионате Туркменистана вместе с командой завоевал бронзовые медали, а также стал лучшим бомбардиром турнира (28 голов).
В 2015 году перешёл в «Ахал».

## Достижения
Командные
МТТУ
- Чемпион Туркменистана: 2005, 2006, 2009
- Обладатель Кубка Туркменистана: 2006

Балкан
- Победитель Кубка президента АФК: 2013
- Серебряный призёр чемпионата Туркменистана: 2013

Личные
- Лучший бомбардир чемпионата Туркменистана: 2008, 2009, 2011, 2013, 2014